# Cosmiophrys
Cosmiophrys là một chi bướm đêm thuộc phân họ Tortricinae của họ Tortricidae.

## Các loài
- Cosmiophrys chrysobola Diakonoff, 1970
- Cosmiophrys stigma Diakonoff, 1960